# 樋口晴彦
樋口 晴彦（ひぐち はるひこ、1961年2月5日 - ）は、警察官僚、歴史家、警察庁長官官房人事課人事総合研究官兼警察大学校警察政策研究センター付。警視長。

## 来歴
広島県生まれ。東京大学経済学部卒業。国家公務員上級職に合格、警察庁採用。愛知県警察本部警備部長、四国管区警察局首席監察官、警察大学校教官教養部長のほか、外務省情報調査局、内閣官房内閣安全保障室に出向。1994年フルブライト奨学生として米国ダートマス大学MBA。2012年「組織不祥事に関する理論的・実証的研究 経営学的視点からの考察」で千葉商科大学博士（政策研究）。警察大学校教授。危機管理システム研究学会常任理事、失敗学会理事。

## 著書
- 『青年警察官のための簿記入門』立花書房 1998
- 『マンパワーの管理論』東京法令出版 2000
- 『レイテ決戦』光人社 2001 のち文庫
- 『信長の家臣団 「天下布武」を支えた武将34人の記録』学研M文庫 2005
- 『信長の洞察力秀吉の速断力 歴史に学ぶ組織管理』学研M文庫 2006
- 『組織行動の「まずい!!」学 どうして失敗が繰り返されるのか』祥伝社新書 2006
- 『「まずい!!」学 組織はこうしてウソをつく』祥伝社新書 2007
- 『本能寺の変 光秀の野望と勝算』学研新書 2008
- 『企業不祥事はアリの穴から 御社も危ないですよ!』PHP研究所 2008
- 『不祥事は財産だ プラスに転じる組織行動の基本則』祥伝社新書 2009
- 『組織の失敗学』中央労働災害防止協会（中災防新書）2012
- 『組織不祥事研究 組織不祥事を引き起こす潜在的原因の解明』白桃書房 2012
- 『悪魔は細部に宿る 危機管理の落とし穴』祥伝社新書 2015
- 『なぜ、企業は不祥事を繰り返すのか－有名事件１３の原因メカニズムに迫る』日刊工業新聞社（B&Tブックス）2015